# Bildungsarmut
Bildungsarmut ist der individuelle Mangel an Bildungszertifikaten und Bildungskompetenzen. Dieses Defizit kann absolut oder relativ zum Bildungsreichtum der umgebenden Gesellschaft ausgedrückt werden.

## Messung von Bildungsarmut
Mit den Kompetenzstufen der PISA-Studien ist es möglich, Bildungsarmut als absolute Bildungsarmut zu benennen. Absolute Bildungsarmut liege vor, so Jutta Allmendinger und Stephan Leibfried, wenn die unterste Kompetenzstufe in der Skala der PISA-Studien nicht erreicht werde. Hier liege ein funktionaler Analphabetismus vor. Auch mit Bildungszertifikaten ließe sich Bildungsarmut messen: Absolute Bildungsarmut heißt, dass keine Bildungszertifikate vorliegen, relative Bildungsarmut, dass der Anteil an Bildungszertifikaten einen bestimmten Wert unterschreitet, der sich an der Durchschnittsverteilung gesellschaftlicher Bildungstitel misst.
| Konzepte zur Messung von Bildungsarmut                                  | Konzepte zur Messung von Bildungsarmut | Konzepte zur Messung von Bildungsarmut |
|                                                                         | Zertifikate (25- bis 64-Jährige) | Kompetenzen (15-Jährige) |
| ----------------------------------------------------------------------- | --- | --- |
| Absoluter Maßstab                                                       | „Bildungsarmut lässt sich anhand fehlender Abschlusszertifikate messen; der Mindeststandard kann durch das Bestehen des Abiturs oder eine abgeschlossene Berufsausbildung definiert werden (SEK II-Abschluss); ein Fehlen wäre dann ein Merkmal für Bildungsarmut.“ | „Zur Bestimmung der Höhe der Bildungsarmut kann der Anteil der Personen dienen, der im PISA-Test lediglich maximal die Kompetenzstufe 1 erreicht.“ |
| Relativer Maßstab                                                       | "Als bildungsarm wird der Personenkreis definiert, der, in Zertifikaten gemessen, nur einen bestimmten Anteil an der Bildung des Durchschnittseinwohners aufweist."                                                                                                 | "Als bildungsarm wird der Personenkreis definiert, der, in Kompetenzen (Kompetenzstufen des PISA-Tests) gemessen, nur einen bestimmten Anteil an der durchschnittlichen Bildung des entsprechenden Altersjahrgangs oder Durchschnittseinwohners aufweist." |
| (IW: Bildungsarmut und Humankapitalschwäche in Deutschland, 2006, S. 6) | | |

## Volkswirtschaftliche Verwendung des Begriffs
Bildungsökonomisch wird Bildungsarmut auch mit Humankapitalschwäche übersetzt.
Volkswirtschaftlich sei daran gelegen, Bildungsarmut zu vermeiden, da diese als Humankapitalschwäche Wachstumsimpulse der Wirtschaft unterbinden könne, wie die OECD-Studie The Sources of Growth aus dem Jahr 2003 dies für die Bundesrepublik Deutschland prognostiziert.
Seit Anfang der 1990er Jahre bleibt der Anteil der Menschen ohne Sekundarstufe-II-Abschluss ebenso wie der Anteil der
Menschen ohne Berufsausbildung gleich.
„Damit hat sich die relative Position Deutschlands im internationalen Vergleich verschlechtert. Ein Anstieg der Bildungsarmut ist vor allem bei jungen Menschen zu beobachten.“
Zu den individuellen Folgen von Bildungsarmut zählen geringere Einkommensmöglichkeiten, ein geringeres Berufsprestige sowie ein größeres Arbeitslosigkeitsrisiko. Gesellschaftliche Auswirkungen sind bildungsökonomisch gesehen zum einen negative Folgen für das wirtschaftliche Wachstum, zum anderen höhere Ausgaben der öffentlichen Haushalte.

## Ursachen der Bildungsarmut in Deutschland
Das Gutachten des Instituts der deutschen Wirtschaft von 2006 sieht drei Ursachen für die Entstehung von Bildungsarmut:
1. mangelnde frühkindliche Förderung durch die Eltern
2. mangelnde Unterstützung während der Schulzeit
3. ungünstiges Schulumfeld

Diese Ursachen könnten behoben werden durch:
1. den Ausbau frühkindlicher Förderung
2. den Ausbau von Ganztagsschulen
3. die Schaffung einer besseren Förderkultur[6]